# 国分市
国分市（こくぶし）は、鹿児島県の中央部にあった市。
「元気都市」と呼ばれ、県内の市町村の中では最も人口増加率・若年率が高く、全国的に少子高齢化が進む中で近年数少ない中学校の新設がなされた自治体である。
かつては煙草などの第一次産業が中心であったが、鹿児島空港に近いという地理的好条件からその後ソニーや京セラなどのハイテク産業が発展した。多くの商業施設が立ち並び、周辺地域の中核的役割を担っている。
商業圏や生活圏は隣接する隼人町と混在しており、実質両市町間には地理的な境目が存在せず2市町あわせて『隼人国分』（国分隼人）地域と呼ばれることも多い。
また、薩摩地方と大隅地方、それに宮崎県を結ぶ交通の要所でもあり、国道・高速道路・鉄道などの交通手段が発達している。
2005年11月7日、国分市・溝辺町・横川町・牧園町・霧島町・隼人町・福山町の1市6町が合併し、人口13万人規模の「霧島市」となった。

## 地理

### 気候
- 最低気温 -3.2℃
- 最高気温 36.1℃
- 平均気温 17.7℃
- 年間降水量 2,042mm

### 地勢
地形
- 国分平野
- 平野原台地
- 須川原台地
- 平下原台地
- 上野原台地

河川
- 天降川
- 検校川
- 高橋川

## 沿革
- 1889年（明治22年） - 町村制が施行されたのに伴い、国分村(上小川村・向花村・野口村・府中村・新町村・本町・唐仁町が合併)、東国分村（小村・福島村・松木村・上井村・湊村・川内村が合併）、敷根村（麓村・下井村・上之段村・浜町が合併）、清水村（弟子丸村・川原村・姫城村・郡田村・山之路村が合併）、東襲山村（重久村・松永村・大窪村・田口村・川北村が合併）が成立。
- 1897年（明治30年） - 郡区画改正が行われ、姶良郡、西囎唹郡、桑原郡が合併し姶良郡となり[2]、西囎唹郡に属していた国分村、東国分村、敷根村、清水村、東襲山村は姶良郡の所属となった。
- 1926年（大正15年） - 国分村が町制施行し、国分町となる。
- 1935年（昭和10年） - 東襲山村が霧島村に改称。
- 1950年（昭和25年） - 霧島村より一部が分立し、東襲山村が成立。残った霧島村は1958年（昭和33年）に町制を施行して霧島町となる。
- 1954年（昭和29年） - 4月、東襲山村と清水村が国分町に編入される。ただし清水村の一部は隼人町に合併。5月、東国分村と敷根村が国分町に編入される。
- 1955年（昭和30年） - 国分町が市制施行し、国分市となる。
- 2005年（平成17年） - 国分市が溝辺町、横川町、牧園町、霧島町、隼人町、福山町の1市6町が新設合併し、霧島市となったのに伴い、自治体としては廃止された。

## 行政

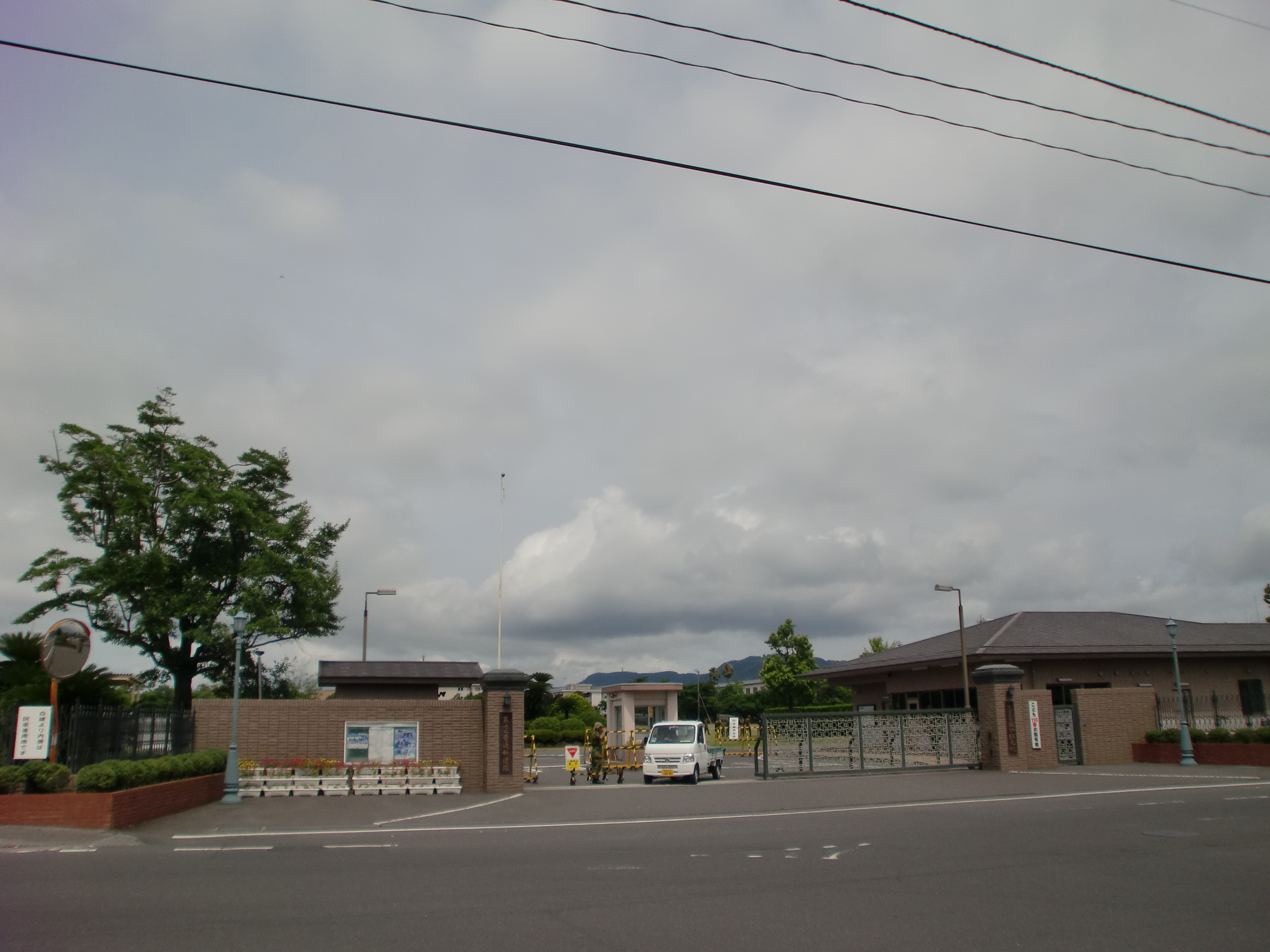
陸上自衛隊国分駐屯地

- 市長 : 鶴丸明人

### 歴代市長
特記なき場合『日本の歴代市長 : 市制施行百年の歩み』などによる。
| 代 | 氏名       | 就任                       | 退任                       | 備考                     |
| -- | ---------- | -------------------------- | -------------------------- | ------------------------ |
| 1  | 石塚彦一   | 1955年（昭和30年）2月1日   | 1956年（昭和31年）9月3日   | 旧国分町長、在任中に死去 |
| 2  | 中馬猪之吉 | 1956年（昭和31年）10月14日 | 1960年（昭和35年）10月13日 |                          |
| 3  | 古江正     | 1960年（昭和35年）10月14日 | 1964年（昭和39年）10月13日 |                          |
| 4  | 川崎志     | 1964年（昭和39年）10月14日 | 1966年（昭和41年）9月12日  | 辞職                     |
| 5  | 林昌治     | 1966年（昭和41年）10月9日  | 1978年（昭和53年）10月8日  |                          |
| 6  | 谷口義一   | 1978年（昭和53年）10月9日  | 2002年（平成14年）10月8日  |                          |
| 7  | 鶴丸明人   | 2002年（平成14年）10月9日  | 2005年（平成17年）11月6日  | 廃止                     |

### 警察
- 国分警察署

### 消防
- 国分地区消防組合

### 郵便
- 国分郵便局

### 自衛隊
- 陸上自衛隊国分駐屯地

## 産業

### 農業
- いちご
- トマト
- ごぼう
- 根深ねぎ
- 葉タバコ - 民謡の鹿児島おはら節の歌詞「花は霧島　煙草は国分　燃えて上がるは　オハラハー　桜島」に歌われる“国分”とは当地のことであり、当地の葉タバコ生産は日本へのタバコ伝来後間もない1606年に服部近左衛門が試作したのが始まりとされている。以来日本国内有数の産地として続いてきたが、近年は縮小の一途を辿っている[4]。

### 工業
- 上野原テクノパーク
- 京セラ（株）鹿児島国分工場
- ソニーセミコンダクタ九州（株）国分テクノロジーセンター

### 商業
- 国分山形屋

## 教育

### 大学
- 第一工業大学
- 第一幼児教育短期大学

### 高等学校
- 鹿児島県立国分高等学校
- 国分市立国分中央高等学校
- 鹿児島第一高等学校

### 中学校
- 国分市立国分中学校
- 国分市立国分南中学校
- 国分市立舞鶴中学校
- 国分市立木原中学校
- 鹿児島第一中学校

### 小学校
- 国分市立国分小学校
- 国分市立国分北小学校
- 国分市立国分南小学校
- 国分市立国分西小学校
- 国分市立青葉小学校
- 国分市立向花小学校
- 国分市立川原小学校
- 国分市立平山小学校
- 国分市立塚脇小学校
- 国分市立上小川小学校
- 国分市立木原小学校

### 保育園
- 国分市立重久保育園
- 国分市立清水保育園
- 国分市立国分西保育園
- 国分市立東国分保育園
- 国分市立下井保育園

## 交通

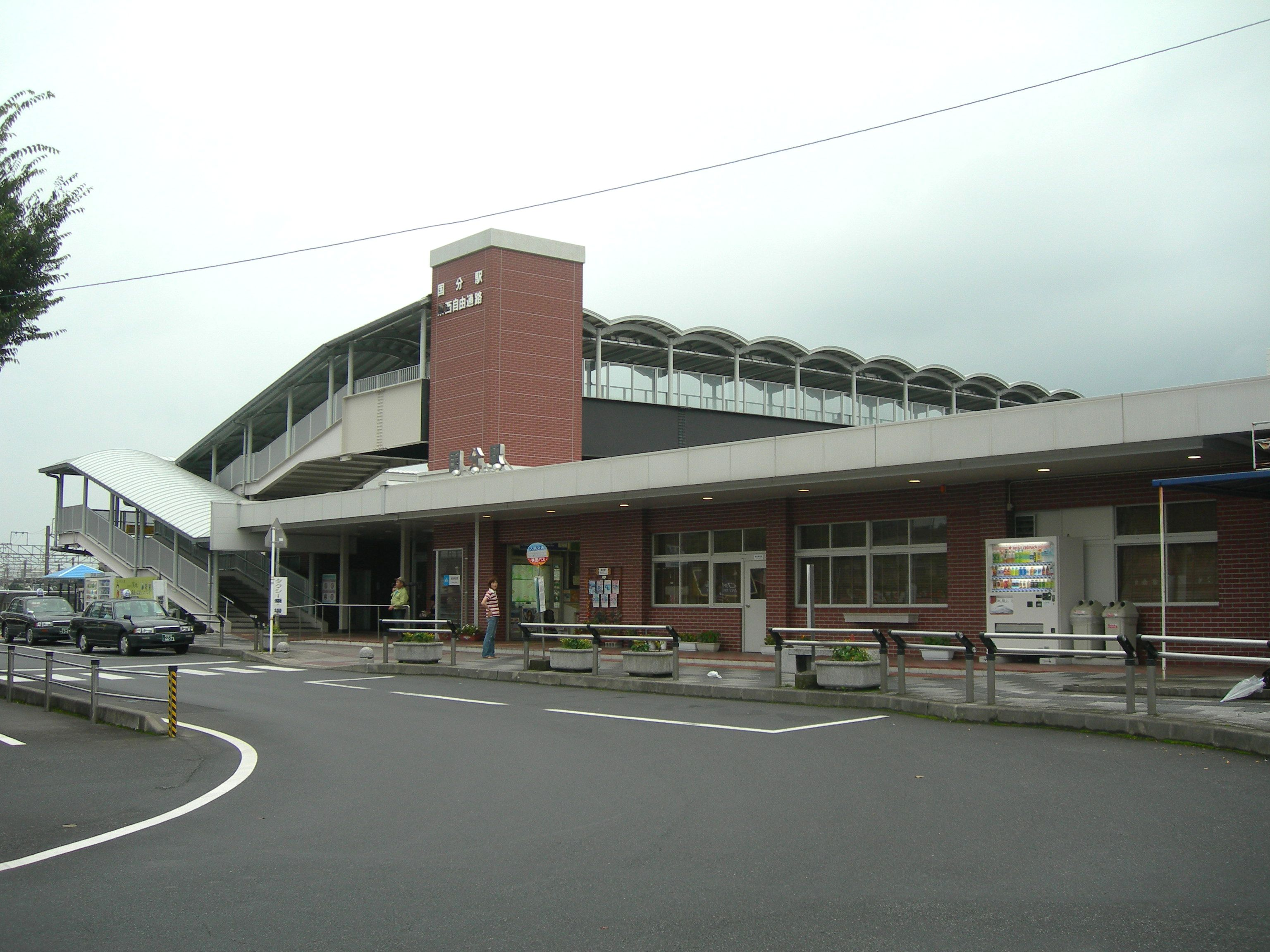
国分駅

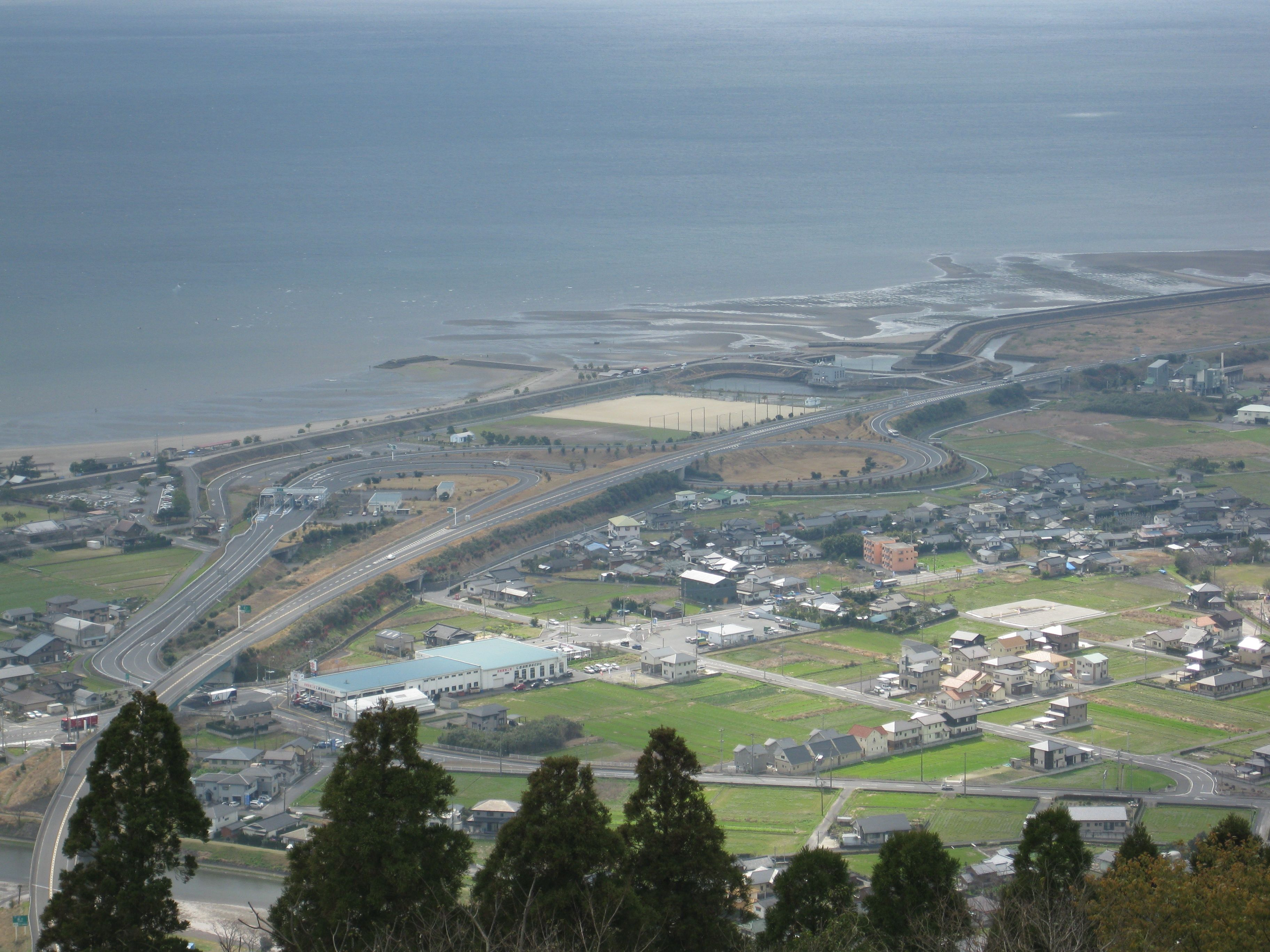
国分インターチェンジ

### 鉄道
- 九州旅客鉄道日豊本線
  - 国分駅
- 日本国有鉄道大隅線（1987年廃止）
  - 敷根駅 - 銅田駅 - 金剛寺駅 - 国分駅

### 道路
高速道路
- 東九州自動車道：国分PA - 国分IC

国道
- 国道10号
- 国道220号

## 観光
- 城山公園
- 国分観光農園
- 台明寺渓谷公園
- 国分市黒石岳森林公園
- 福島三万桜並木
- 国分ハイテク展望台
- 国分海浜公園
- 国分キャンプ海水浴場
- 舞鶴城跡
- 大隅国分寺跡
- 上野原縄文の森
- ローカルエネルギー館
- 国分市立郷土館
- 岩戸温泉
- 国分温泉